# Vůz WRmee814 ČD
Vozy WRmee814, číslované v intervalu 61 54 88-81, v 90. letech označené WRRm, byly jídelní vozy z vozového parku Českých drah. Všechny tři vozy (016–018) vznikly v roce 1994 modernizací původních vozů WRRm v ŽOS České Velenice. Další modernizace vozů proběhla v letech 2011–2012 v ŽOS Vrútky.

## Vznik řady
Na začátku 90. let začaly Československé státní dráhy s modernizací všech většiny jídelních vozů WRRm pro vlaky EuroCity. Nejdříve byl u 15 vozů renovován interiér a zvýšena nejvyšší povolená rychlost ze 140 km/h na 160 km/h. Tyto vozy byly později přeznačeny na WRm813 s čísly 001–015. Poté byla u čtyř vozů upravena nápravová převodovka, díky čemu se jim rychlost zvýšila na 160 km/h. Vozy byly později přeznačeny na WRm812 a byla jim přidělena pořadová čísla 019–022. Tyto vozy nebyly vybaveny klimatizací, a proto pro provoz na vlacích EuroCity potřebovaly výjimku.
Proto byly v roce 1994 rekonstruovány zbylé tři vozy WRRm u Českých drah, které dostaly pořadová čísla 016–018. Zároveň tedy byla vyplněna vzniklá mezera v číslování mezi vozy WRm813 a WRm812. Výsledek modernizace je podobný s vozy WRm813, ale do vozů WRmee814 byl ještě dosazen centrální zdroj energie a klimatizace. První vůz byl dokončen 1. července 1994, a stal se vůbec první klimatizovaným vozem u Českých drah.

## Technický popis
Jsou to jídelní vozy se skříní typu UIC-Z o délce 26 400 mm. Nejvyšší povolená rychlost těchto vozů po první modernizaci byla 160 km/h. Od roku 2010 byla jejich nejvyšší rychlost až do odvolání snížena na 140 km/h. Po druhé modernizaci byla opět zvýšena na 160 km/h. Vozy mají podvozky Görlitz Vk. Vozy byly původně vybaveny špalíkovými brzdami, při druhé modernizaci byly brzdy vyměněny za kotoučové.
Po první modernizaci vozům zůstaly původní zalamovací nástupní dveře. Při druhé modernizaci byly nástupní dveře vyměněny za předsuvné, ovládané pomocí tlačítek. Vozy vždy měly, podobně jako většina jiných jídelních vozů, jen jeden pár nástupních dveří. Okna těchto vozů jsou z části celá, neotevíratelná, a zčásti výklopná v horní pětině.
Vůz je rozdělen na jídelní a kuchyňskou část. V jídelní části se nachází 30 míst k sezení v příčném uspořádání 2 + 1. Vůz má i klubový oddíl s osmi místy k sezení. Při druhé modernizaci byl do vozů dosazen elektronický informační systém a zásuvky 230 V.
Do vozů byl při první modernizaci dosazen centrální zdroj energie, díky kterému je možné v kuchyni používat elektrické spotřebiče namísto původních plynových. Provozní osvětlení těchto vozů je realizováno pomocí zářivek, nouzové a vedlejší pomocí žárovek. Klimatizaci vyrobila vídeňská firma Friedmann.
Při druhé modernizaci byl do vozů dosazen 18žilový UIC kabel.
Původní nátěr vozu byl bílý a přes okna červený. Nátěr se asi ve 3/4 délky vozu lámal a pod úhlem 45 ° mířila červená část směrem dolu a bílá část směrem nahoru. Při druhé modernizaci byly všechny tři vozy přelakovány do modro-bílého korporátního stylu Českých drah od studia Najbrt.

## Modernizace
V roce 2012 proběhla v ŽOS Vrútky další modernizace těchto vozů, která přinesla opravu interiéru, výměnu kuchyňského náčiní, předsuvné dveře ovládané tlačítky a dosazení kotoučových brzd, díky čemu mohla být maximální rychlost těchto vozů opět zvýšena na 160 km/h. Mimo to ještě vozy získaly elektronický informační systém a zásuvky 230 V. Celková cena této modernizace (včetně opravy 18 kusů WRmee816) činí 728,4 miliony Kč, čili přibližně 34,7 milionu Kč za vůz. První podruhé modernizovaný vůz vyjel s cestujícími poprvé 27. ledna 2012.

## Provoz
Vozy byly od své první modernizace na počátku 90. let určeny pro vlaky prestižní kategorie EuroCity.
Vozy byly v jízdním řádu 2012/2013 nasazovány spolu s řadou WRmee816 na výkony mezi Prahou a Vídní, Varšavou, Budapeští, Žilinou; případně mezi Varšavou a Budapeští.
Od jízdního řádu 2013/2014 byly vozy nasazovány zejména na vlak EuroCity 272/273 Avala z Prahy do Bělehradu, třetí vůz fungoval jako záloha.
V jízdním řádu 2017/2018 byly vozy nasazovány na vnitrostátní rychlíky Železničné spoločnosti Slovensko, kde byly nasazovány na místo vozů WRRm ZSSK.
Vozy byly naposledy provozovány v JŘ 2023/2024. Na přelomu let 2024 a 2025 byly vozy vyřazeny z provozu.